# Abolla (geslacht)
Abolla is een geslacht van vlinders van de familie spinneruilen (Erebidae), uit de onderfamilie Calpinae.

## Soorten
- A. pellicosta Felder, 1874